# Farmi a pezzi
Farmi a pezzi è un singolo del cantautore italiano Holden, pubblicato il 25 marzo 2022.

## Descrizione
Il brano è scritto, composto e prodotto dallo stesso cantautore.

## Tracce
Testi e musiche di Joseph Carta.
1. Farmi a pezzi – 3:03